# 민유중
민유중(閔維重, 1630년 11월 13일 ~ 1687년 6월 29일)은 한성부 판윤 등을 직책을 지낸 조선 시대 중후기의 문신, 척신, 정치인으로 인현왕후의 아버지, 곧 숙종의 장인이다. 명성황후와 여흥부대부인 민씨의 6대조이다. 호조참의 민광훈의 아들이자, 민시중과 민정중의 친동생이다. 종묘의 효종실에 배향됨으로써 종묘배향공신이 되었다.
당색으로는 서인(西人) 노론(老論)이었고, 동춘 송준길과 우암 송시열의 문인이다.

## 생애
관찰사를 지낸 민광훈과 부인 이씨의 아들로 태어났다. 할아버지는 선조 때의 우의정 민기(閔機)이고 어머니는 연안이씨로 이광정의 딸이다. 어머니 연안이씨를 통해 남인의 청남파 홍우원, 남인 탁남파 허적 등과도 인척간이 된다. 허적은 어머니 연안이씨의 친정어머니 양천허씨의 친정 조카였고, 홍우원은 그보다 더 가까워서 어머니 연안이씨의 여동생의 남편, 홍우원은 그에게 대이모부가 된다. 그러나 예송 논쟁을 계기로 이들과의 사이는 다소 벌어지게 된다.
학자 민시중과 관료 민정중은 그의 형들이었다. 특히 민정중은 조정에 적극 참여하여 시정의 폐단을 개혁하는데 앞장섰고, 인재 발탁, 부조리 혁파 등에 앞장섰으며 남인계 인사들도 정계에 끌어들였다. 그러나 예송 논쟁과 일부 남인이 희빈 장씨를 적극적으로 미는 것을 계기로 이들 형제와 남인은 타협할 수 없는 원수가 된다.
본래 동춘당 송준길의 문하였지만 송준길의 딸 은진 송씨를 계실로 맞이함으로써 다시 송시열의 문하로 가게 되어, 송시열의 문하가 되었다. 이후 송준길과 송시열을 사표로 받들고 그들의 예론을 지지했다.
1651년 증광시 문과에 병과 15위로 급제, 1656년(효종 7년) 정언, 사서, 지평, 헌납, 부교리, 이조 정랑, 교리, 수찬, 부응교, 응교, 사간, 집의, 병조 정랑, 1665년 전라도 관찰사, 이조참의, 대사간, 동부승지, 우승지, 대사성, 부제학, 형조참의, 충청도관찰사, 평안도관찰사, 1671년 형조 판서, 대사헌, 호조 판서, 한성부 판윤, 우참찬 등을 역임했다. 당파는 서인, 그 중에서도 송시열과 송준길을 주축으로 하는 산당(山黨)에 속하였으며 이에 김육을 주축으로 한 한당(漢黨)을 공격하여 김육의 아들인 김좌명·김우명(명성왕후 김씨의 아버지) 형제와 김석주(김좌명의 아들)과 크게 불화하였다. 이후 우참찬과 좌참찬을 지내면서 우빈객과 지경연사를 겸하지만 1674년 2차 예송논쟁으로 송시열을 위시한 산당이 실각하게 되었고, 곧 숙종이 즉위하여 남인을 집권당으로 교체하자 분개하여 벼슬을 내놓고 충주에서 지냈다. 이후 남인의 탄핵을 받아 흥해(경상북도 영일군의 읍)에 유배되었다. 1680년 경신환국으로 다시 등용되어 송시열의 최측근이자 김석주와 연계한 형 민정중을 도와 남인을 출척하는데 앞장서 실세가 되었으며, 이 과정 중에 서인이 다시 분열하여 노론과 소론으로 분당하자 노론이 되었다. 이후 공조판서와 호조판서를 거쳐서 판의금부사와 병조판서를 역임했다.
1681년 병조판서로 역임할 당시 계실 은진 송씨의 소생 둘째 딸(인현왕후)이 송시열과 김석주의 추천을 받아 숙종의 계비가 되었다. 이에 국구로 등극하여 여양부원군과 영돈녕부사가 되었고, 이듬해 금위영 창설을 주도하여 금위대장을 역임했다. 국구로서 병권과 재권을 독점장악하고 공사를 마음대로 처리하며, 친인척이 관직을 독점한다는 비판 상소가 쇄도했고, 소론 종주인 윤증은 숙종에게 제수받은 관직을 고사하면서 그 이유로 삼척(三戚: 청풍김씨, 광산김씨, 여흥민씨)의 위세를 대놓고 꼬집기도 했다. 급기야 같은 노론인 이징명조차 "연이은 재해의 원인은 외척의 세도가 기승한 탓이니 곤성(坤聖: 왕비. 인현왕후)을 면계하라(勉戒: 주의를 주어 깨우치게함)"는 비판상소를 올려 이징명이 국모의 명예를 훼손한 죄목으로 엄형을 받아 노론측의 동요가 컸다. 분개한 민유중은 사위인 숙종에게 면담을 청하여 자신을 모독한 이징명과 윤경교(소론)를 엄벌할 것을 종용하였다가 이후 숙종을 사적으로 만나지 못하게 되었고, 곧 모든 관직을 내어놓고 자택에서 두문불출하다가 다음해인 1687년 6월 29일 58세로 사망하였다.
죽은 뒤 여주 섬락리에 안장되고, 증 대광보국숭록대부 의정부 영의정에 추증되었다. 효종의 묘정과 장흥의 연곡서원, 벽동의 구봉서원에 배향되었다. 시호는 문정(文貞)이고, 경학에 매우 밝은 유학자였다.

## 가족 관계
인현왕후의 친정아버지이며 명성황후, 순명효황후의 6대조, 7대조가 된다.
- 할아버지 : 민기(閔機)
- 아버지 : 민광훈(閔光勳)
- 어머니 : 연원부원군(延原府院君) 이광정의 딸 연안 이씨
  - 형님 : 민정중(閔鼎重)
  - 누이 : 여흥 민씨
  - 정실(正室) : 해풍부부인(海豊府夫人) 덕수 이씨(德水 李氏) 이효아(李孝兒)(순화군의 외손녀,이경증의딸)
  - 1계실(一繼室) : 은성부부인(恩城府夫人) 은진 송씨(恩津 宋氏)- 동춘당 송준길의 딸
    - 장남 : 민진후(閔鎭厚)
      - 손자 : 민익수(閔翼洙) - 민기현의 조부, 민치록의 증조부, 명성황후의 고조부
      - 손자 : 민우수(閔遇洙)

    - 차남 : 민진원(閔鎭遠)
      - 손자 : 민창수(閔昌洙)
      - 손자 : 민형수(閔亨洙) - 순명효황후의 5대조
      - 손자 : 민통수(閔通洙)

    - 장녀 : 여흥 민씨 - 이만창에게 출가
    - 차녀 : 인현왕후
    - 삼녀 : 여흥 민씨- 신석화에게 출가

  - 2계실(二繼室) : 풍창부부인(豊昌府夫人) 풍양 조씨(豊壤 趙氏)
    - 삼남 : 민진영(閔鎭永)
      - 손자 : 민악수(閔樂洙) - 여흥부대부인 민씨의 증조부
      - 손자 : 민각수(閔覺洙)

    - 사녀 : 여흥 민씨 - 이장휘에게 출가
    - 오녀 : 여흥 민씨 - 홍우조에게 출가

  - 첩실(妾室)
    - 서자 : 민진창(閔鎭昌: 민진영의 서형)
    - 서자 : 민진오(閔鎭五: 민진영의 서제)
    - 서녀 : 이만(李熳)의 처
    - 서녀 : 유현(柳絢)의 처

## 관련 작품

### 드라마
- 《인현왕후》 (MBC, 1988년~1988년, 배우:이묵원)
- 《장희빈》 (SBS, 1995년~1995년, 배우:김흥기)
- 《장희빈》 (KBS, 2002년~2003년, 배우:송재호)
- 《장옥정, 사랑에 살다》 (SBS, 2013년~2013년, 배우:이효정)

## 기타
남인 온건파 영수인 허적(許積)은 민유중의 외가 쪽으로 당숙뻘 되는 외척으로, 그의 외할머니 양천허씨의 친정 조카였다.

## 참고 자료
- 한영우 (2001년 10월 20일). 《명성황후와 대한제국》 초 1쇄판. 서울: 효형출판. 15쪽. ISBN 89-86361-57-4.

## 같이 보기
- 조선 숙종
- 인현왕후
- 송시열
- 민광훈
- 김수항
- 민정중
- 민진원
- 민진후
- 송준길
- 김만중
- 김만기
- 김석주
- 김익훈
- 명성황후